# Дрегічешть (Арджеш)
Дрегічешть, Дрегічешті (рум. Drăghicești) — село у повіті Арджеш в Румунії. Входить до складу комуни Сепата.
Село розташоване на відстані 112 км на захід від Бухареста, 15 км на південний захід від Пітешть, 88 км на північний схід від Крайови, 120 км на південний захід від Брашова.

## Населення
За даними перепису населення 2002 року у селі проживали 166 осіб, усі — румуни. Усі жителі села рідною мовою назвали румунську.